# 松井田町上増田
松井田町上増田（まついだまちかみますだ）は、群馬県安中市の地名。旧碓氷郡松井田町大字上増田にあたる地名である。郵便番号は379-0211。面積は33.38km2(2010年現在)。

## 地理
九十九川の支流である増田川流域に位置している。

### 河川
- 増田川

## 歴史
江戸時代頃からある地名であり、安中藩領だった。

### 年表
- 1889年 町村制施行により碓氷郡松井田町、臼井町、坂本町、西横野村、九十九村、細野村が成立し、碓氷郡細野村となる
- 1954年 松井田町、臼井町、坂本町、西横野村、九十九村、細野村の6町村が合併して新たに碓氷郡松井田町上増田となる。
- 2006年3月18日 松井田町が安中市と合併し、安中市松井田町上増田となる。

## 世帯数と人口
2017年（平成29年）7月31日現在の世帯数と人口は以下の通りである。
| 町丁           | 世帯数  | 人口  |
| -------------- | ------- | ----- |
| 松井田町上増田 | 321世帯 | 783人 |

## 教育
市立小・中学校に通う場合、学区は以下の通りとなる。
| 番地 | 小学校             | 中学校                 |
| ---- | ------------------ | ---------------------- |
| 全域 | 安中市立細野小学校 | 安中市立松井田北中学校 |

## 交通

### 鉄道
鉄道駅はない。

### 道路
国道はなく県道は群馬県道33号渋川松井田線、群馬県道125号一本木平小井戸安中線、群馬県道216号長久保郷原線がある。

## 施設
- 安中市立松井田北中学校
- 上細野原縄文遺跡
- 増田簡易水道浄水場
- 上増田温泉
- ろうばいの郷 - 面積3.2ヘクタールの土地に、1,200株のロウバイを栽培。1月にはイベント「ろうばいまつり」が開催される[7]。

## 避難所
指定緊急避難場所
- 上増田東区9東公会堂[8]
- 十二区住民センター (山地災害危険地区にあるため、土砂災害時の避難には注意が必要とされている。)
- 11区多目的集会所 (土砂災害警戒区域にあるため、土砂災害時の避難には不適とされている。)

指定避難所
- 松井田北中学校体育館[9]